# Diocese de Rio Branco
A Diocese de Rio Branco (Dioecesis Fluminis Albi Superioris), é uma circunscrição eclesiástica da Igreja Católica Apostólica Romana no Brasil, criada no dia 15 de fevereiro de 1986. Seu bispo é Dom Joaquín Pertíñez Fernández, a catedral sediada na cidade de Rio Branco é dedicada a Nossa Senhora de Nazaré.

## História
A Prelazia Territorial de São Peregrino Laziosi do Alto Acre e Alto Purus foi criada em 1919 pela Bula de Bento XV Ecclesiar Universae Regimen desmembrando da Diocese de Manaus. A nova prelazia foi entregue aos cuidados dos padres da Ordem dos Servos de Maria tendo como primeiro bispo prelado Dom Próspero Gustavo M. Bernardi, OSM, sendo Bispo titular de Palto. A Igreja Sé, Catedral de São Peregrino de Laziosi, estava localizada na cidade de Sena Madureira. Em 1958 pelo decreto Ad Extantia a prelazia passa a se chamar Prelazia do Acre e Purus e tendo a Igreja Sé transferida para a cidade Rio Branco e é erigido a nova Sé, Catedral Nossa Senhora de Nazaré.
A Prelazia foi elevada a Diocese de Rio Branco em 15 de fevereiro de 1986 pela Bula Cum Praelaturae Acrensis er Puruensis de João Paulo II. O primeiro bispo diocesano foi Dom Moacyr Grechi, até então bispo prelado do Acre e Purus.

## Administração
|                          | Nome                                 | Período    | Notas                                                                       |
| Bispos                   | Bispos                               | Bispos     | Bispos                                                                      |
| ------------------------ | ------------------------------------ | ---------- | --------------------------------------------------------------------------- |
| 2º                       | Joaquín Pertíñez Fernández, O.A.R.   | 1999-atual |                                                                             |
| 1º                       | Moacyr Grechi                        | 1986-1998  | Nomeado Arcebispo de Porto Velho                                            |
| Bispos Prelados          |                                      |            |                                                                             |
| 4º                       | Moacyr Grechi                        | 1970-1986  |                                                                             |
| 3º                       | Giocondo M. Grotti                   | 1962-1969  |                                                                             |
| 2º                       | Júlio Maria Mattioli, O.S.M.         | 1948-1961  |                                                                             |
| 1º                       | Próspero Gustavo M. Bernardi, O.S.M. | 1919-1947  | Bispo de São Peregrino Laziosi no Alto Acre e Alto Purus                    |
| Administrador Apostólico |                                      |            |                                                                             |
|                          | Júlio Maria Mattioli, O.S.M.         | 1941-1948  | Administrador Apostólico de São Peregrino Laziosi no Alto Acre e Alto Purus |
|                          | Lorenz Zeller, O.S.B.                | 1939-1945  | Administrador Apostólico de Rio Branco                                      |

## Paróquias
A Diocese está organizada em 37 paróquias, agrupadas em nove regiões pastorais, além de contar com cinco santuários, sendo: Santuário São Peregrino Laziosi, Santuário Nossa Senhora Aparecida, Santuário Santa Inês, Santuário São Sebastião de Xapuri e Santuário Santa Cruz.